# Wilhelm Blunk
Wilhelm Friedrich „Fiete“ Blunk (* 12. Dezember 1902; † 25. Oktober 1975) war ein deutscher Fußballtorwart. Mit dem Hamburger SV gewann er im Jahr 1928 die deutsche Meisterschaft, mit Norddeutschland 1930 den Bundespokal. In der Fußballnationalmannschaft kam er 1929 zu einem Länderspieleinsatz.

## Laufbahn
Mit sechs Jahren begann Blunk seine Karriere bei Gut-Heil Neumünster. Er war sportlich vielseitig begabt, turnte anfangs und betrieb Leichtathletik, ehe er schließlich Fußballer wurde. Beim VfR Neumünster wurde der Torhüter 1925 vom Hamburger SV in der Bezirksliga Schleswig-Holstein entdeckt und anschließend wurde er zum Nachfolger der „Torwartlegende“ Hans Martens aufgebaut. Bereits in seiner ersten Saison, 1925/26, feierte er mit dem HSV Erfolge. Zuerst gewann er die Groß-Hamburger Meisterschaft im Entscheidungsspiel gegen Altona 93, als Vizemeister in Norddeutschland zog er mit seinen Mannschaftskameraden in die Endrunde um die deutsche Meisterschaft ein. Im Halbfinale verlor der HSV das Spiel gegen Hertha BSC mit 2:4 Toren. Seine Stärken lagen eindeutig in der Beherrschung des Strafraums.
Der gelernte Monteur galt als ruhiger, sachlicher Torhüter. Sein großer Hamburger Torhüter-Rivale war in den 20er-Jahren Hans Wentorf von Altona 93. In der Nationalmannschaft waren mit Heiner Stuhlfauth vom 1. FC Nürnberg, Willibald Kreß (RW Frankfurt) und Hans Jakob von Jahn Regensburg herausragende Konkurrenten vorhanden. Seine erste Meisterschaft in Norddeutschland errang er mit dem HSV in der Saison 1927/28, den fünften Meistertitel in der Runde 1932/33.
Nach dem ersten Nordtitel 1928 setzten sich Blunk und seine Mannschaftskollegen in der Endrunde im Juli um die deutsche Meisterschaft über Schalke 04 (4:2), VfB Königsberg (4:0), im Halbfinale in Duisburg mit einem 8:2-Erfolg gegen den FC Bayern München – bei den Bayern liefen Emil Kutterer, Ludwig Goldbrunner, Sigmund Haringer, Josef Pöttinger und Ludwig Hofmann auf – durch und standen dadurch am 29. Juli in Altona im Finale gegen Hertha BSC. Vor 60.000 Zuschauern gewann der Hamburger SV mit 5:2 Toren die deutsche Meisterschaft. Die Defensive mit Blunk, Albert Beier, Walter Risse, Hans Lang, Asbjørn Halvorsen und Otto Carlsson behauptete sich gegen die Hertha Angreifer um Johannes Sobek, Hans Ruch und Willi Kirsei.
Am 20. Oktober 1929 kam Blunk zu einem Länderspieleinsatz im Spiel in Altona gegen Finnland. Beim 4:0-Sieg der Mannschaft von Trainer Otto Nerz debütierte auch der Schalker Fritz Szepan in der deutschen Mannschaft. Seine Vereinskameraden Albert Beier und Franz Horn waren ebenfalls im Einsatz. Im Jahre 1931 wurde er noch einmal für ein Länderspiel gegen Frankreich berufen, kam aber nicht zum Einsatz. Mit Norddeutschland stand der HSV-Torhüter 1929 erstmals im Finale um den Bundespokal, verlor aber das Endspiel in Berlin mit 1:4 Toren gegen Brandenburg. Ein Jahr später, am 9. März 1930, gelang in Altona gegen den Vorjahressieger mit einem 2:0-Sieg die Revanche. Vom HSV standen neben Blunk auch noch Beier, Risse, Otto Sommer, Horn und Hans Rave im siegreichen Nordteam.
In der Saison 1932/33 gewann der Mann aus Neumünster mit den Rothosen die fünfte Nordmeisterschaft, schied aber in der Endrunde um die deutsche Meisterschaft bereits im Achtelfinale mit einer 1:4-Heimniederlage gegen Eintracht Frankfurt aus dem Wettbewerb aus. Von 1926 bis 1933 hatte er mit dem Hamburger SV 16 Spiele in der deutschen Endrunde absolviert. Zwischen dem 16. August 1925 und dem 16. November 1932 bestritt er zwölf Repräsentativspiele für Hamburg und zwischen 1926 und 1932 stand er neun Mal im Tor des Norddeutschen Verbandes in den Spielen um den Bundes- beziehungsweise Kampfspielpokal. Von 1925 bis 1933 hütete Blank 175-mal das HSV-Tor.
1933 „erwischte“ es bei der radikal betriebenen Verjüngung des HSV auch den Torhüter. Neben Blunk traf es auch das Verteidigerpaar Albert Beier und Walter Risse sowie Spielertrainer Asbjorn Halvorsen (war Trainer bis September 1933). Blunk ging zurück nach Neumünster und wurde dort Trainer bei seinem Stammverein Gut Heil.